# Tetsuya Saitō
Tetsuya Saitō (jap. 斉藤 哲也, Saitō Tetsuya; * 15. November 1993 in Kushiro, Hokkaidō) ist ein japanischer Eishockeyspieler, der seit 2013 bei den Nikko Icebucks aus der Asia League Ice Hockey unter Vertrag steht.

## Karriere
Tetsuya Saitō begann mit dem Eishockey auf der Komadai Oberschule, die zum System der Komazawa-Universität gehört, wo er drei Jahre für das Schulteam spielte. 2002 schloss er sich den Ōji Eagles, damals noch Ōji Seishi, aus der Japan Ice Hockey League an, mit denen er 2003 in die neugegründete Asia League Ice Hockey wechselte, die er mit dem Klub 2008 und 2012 gewinnen konnte. 2013 wechselte er zu den Nikko Icebucks, für die er seither ebenfalls in der Asia League Ice Hockey spielt.

### International
Für Japan nahm Saitō im Juniorenbereich zunächst an der U18-B-Weltmeisterschaft 2000 teil. Nach der Umstellung auf das heutige Divisionensystem spielte er mit den Japanern bei der U18-Weltmeisterschaft 2001 in der Division I. Mit der japanischen U20-Auswahl nahm er an den U20-Weltmeisterschaften 2001 und 2002 in der Division II und 2003, als er Topscorer unter den Verteidigern wurde, in der Division I teil.
Für das japanische Herren-Team spielte er erstmals beim Nagano-Cup 2003. In derselben Spielzeit nahm er auch an der Ostasien-Qualifikation für die Weltmeisterschaft 2003, die mit 15:0 gegen China gewonnen wurde, und der Weltmeisterschaft selbst teil. Später spielte er bei den Weltmeisterschaften 2005, 2006, 2007, 2008, 2009, 2010, 2018 und 2019 jeweils in der Division I.
Zudem vertrat er seine Farben bei den Winter-Asienspielen 2007, als er mit seiner Mannschaft die Goldmedaille gewann. Außerdem nahm er an den Qualifikationsturnieren für die Olympischen Winterspiele 2006 in Turin, 2010 in Vancouver und 2014 in Sotschi teil.

## Erfolge und Auszeichnungen
- 2002 Aufstieg in die Division I bei der U20-Weltmeisterschaft der Division II
- 2007 Goldmedaille bei den Winter-Asienspielen
- 2008 Gewinn der Asia League Ice Hockey mit den Ōji Eagles
- 2012 Gewinn der Asia League Ice Hockey mit den Ōji Eagles
- 2013 Bester Verteidiger bei U20-Weltmeisterschaft der Division II, Gruppe A
- 2017 Bronzemedaille bei den Winter-Asienspielen

## Asia-League-Statistik
(Stand: Ende der Saison 2022/23)